# Imprenta Galas de México
Imprenta Galas de México, S.A. de C.V. es una icónica fábrica mexicana de calendarios y cromos publicitarios, fundada en 1913 en la Ciudad de México. Su nombre es el primer apellido de su fundador: Santiago Galas Arce. Fue una de las primeras imprentas en México en contar con Offset para impresión de cromos y calendarios publicitarios.

## Historia

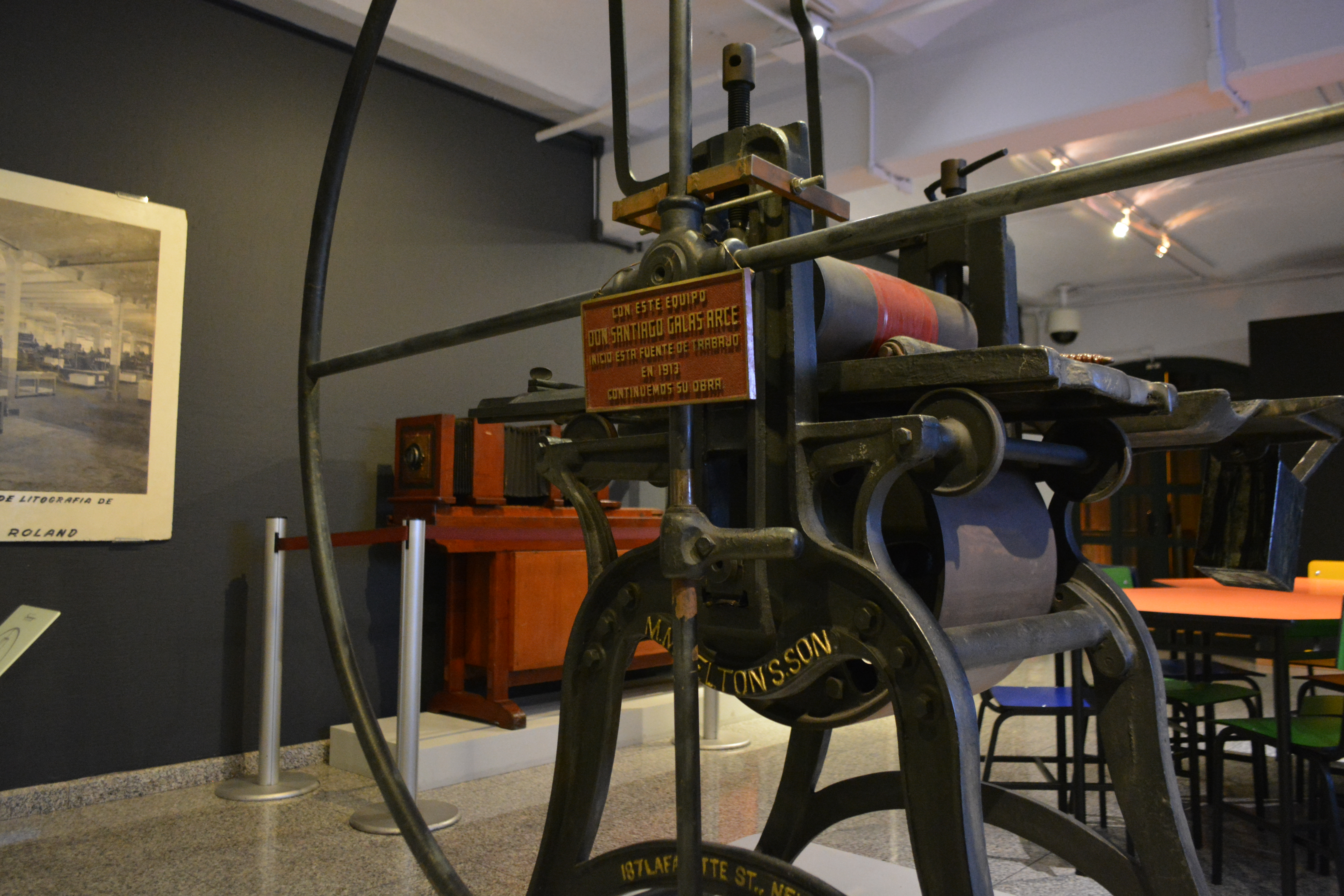
Torno comprado por Santiago Galas, con el cual inició la imprenta.

En 1913, Santiago Galas Arce compró un pequeño taller de impresión en el centro de la Ciudad de México y en 1933, montó un estudio para que los pintores produjeran obras para crear imágenes para calendarios, uno de los proyectos más ambiciosos de Galas de México. En algunos casos las obras eran creadas de forma exclusiva para alguna marca, conocida como Calendario de Línea, otros eran reutilizados año con año para diversos compradores. En 1976, es adquirida en un 60% por Grupo Carso, el cual invirtió en equipos de conversión e impresión de rotograbado y acabado.
En 2008, Grupo Carso vendió la fábrica al Grupo Convertidor Industrial, de la familia Kuri, la cual inicia una etapa de modernización e inversiones de gran escala y que hoy sigue dedicándose a la imprenta de artículos publicitarios y etiquetas.

## Calendarios
Entre las década de los años treinta y setenta del siglo XX, Galas de México fue la principal editora de calendarios y otras imágenes comerciales en algunos países de Iberoamérica.
Los cromos se realizaban con fotografías de pinturas (óleo, pastel, acuarela) que realizaban pintores reconocidos y algunos otros que incluso permanecieron en el anonimato durante décadas.  Entre ellos destacaron Jesús de la Helguera, Antonio Gómez y Rodríguez, José Bribiesca Casillas, Jaime Sadurní, Eduardo Cataño, Jorge González Camarena, José Bribiesca Ruvalcaba, Conchita Pesqueira, Manuela Ballester, Aurora Gil, Luis Améndolla, Ángel Martín, Humberto Limón y Juan de Dios Peña Ganho más conocido como “El Pompás Juan”, que recreaban paisajes, tradiciones, historia, devoción religiosa, humor y las transformaciones de la vida urbana moderna, como la sensualidad, la afición deportiva y el cine, de la cultura mexicana.  
Las obras eran fotografiadas mediante filtros de color para imprimirse con Offset. Se armaba la caja de texto con el logotipo y la leyenda solicitada por el cliente, las láminas en la máquina rotativa se entintaban con los colores básicos de impresión: rojos o magenta, azul o cian, amarillo y negro –CMYK-. La tinta se transfiere entonces a un cilindro de caucho que imprime directamente en el papel. Este proceso se conoce como Offset o impresión directa. Para reutilizar las láminas metálicas, se borraba la imagen con graneado de arena.